# Anticoreura divisa
Anticoreura divisa är en fjärilsart som beskrevs av Paul Dognin 1902. Anticoreura divisa ingår i släktet Anticoreura och familjen tandspinnare. Inga underarter finns listade i Catalogue of Life.